# Uschi Bauer

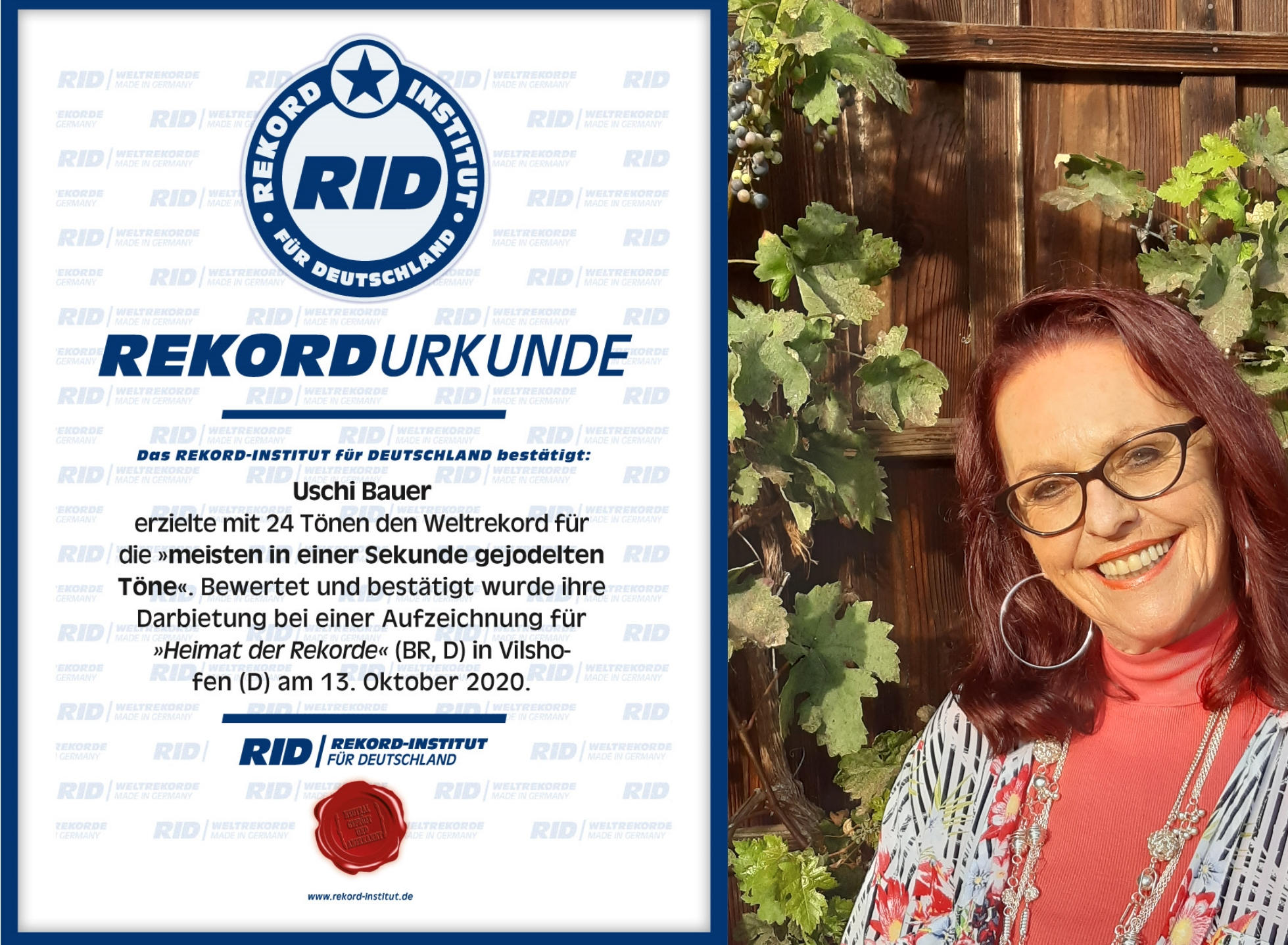
Uschi Bauer – Jodel-Weltrekord schnellste Jodlerin der Welt

Uschi Bauer (* 1. Oktober 1950 in München, geborene Renate Slovik und verheiratete Renate Remmelt) ist eine deutsche volkstümliche Schlagersängerin und Jodlerin. Sie gilt als die schnellste Jodlerin der Welt.

## Leben
Bauer spielte bereits als Kind Klavier am Richard-Strauss-Konservatorium München. Nach der Schule arbeitete sie zuerst als Stenotypistin und nahm in den 1970er-Jahren an einem Gesangswettbewerb teil. 1978 erschien ihr erstes Album „Ein Lied aus Tirol und 11 weitere Jodelerfolge“. 1986 nahm sie mit dem von Herlinde Grobe komponierten Lied Der Zaubersee am Grand Prix der Volksmusik teil, konnte jedoch das Finale nicht erreichen. Im Folgejahr erzielte sie beim Grand Prix der Volksmusik 1987 mit Hand aufs Herz den 3. Platz, und mit I bin a Wetterfrosch kam sie beim Grand Prix der Volksmusik 1988 auf den 13. Platz. Ihren bislang größten Erfolg hatte Uschi Bauer 1988 mit dem Lied Die kleine Bergkirche (Ave Maria), wofür sie 2002 in der TV-Show Musikantenscheune die seltene Auszeichnung einer Doppel-Platin-Schallplatte bekam. Bei Fernseh- und Rundfunkveranstaltungen sowie Talkshows ist sie regelmäßig zu Gast.
Am 13. Oktober 2020 stellte sie im Bayerischen Fernsehen für die Sendung „Heimat der Rekorde“ vom 22. Februar 2021 einen Weltrekord im „Schnelljodeln“ auf. Mit 24 in einer Sekunde gejodelten Tönen übertraf sie den seit 1992 bestehenden Jodel-Weltrekord von Peter Hinnen um zwei Töne und gilt seither als die schnellste Jodlerin der Welt.
Uschi Bauer ist seit 1970 mit Viktor Remmelt verheiratet und lebt in Beutelsbach in Niederbayern. Am 1. Dezember 2019  nahm sie unter ihrem bürgerlichen Namen Renate Remmelt an The Voice Senior teil.
2021 kam sie als Teilnehmerin der 15. Staffel von Das Supertalent bis ins Live-Halbfinale.

## Singles
- Der Zaubersee 1986
- Hand aufs Herz 1987
- I bin a Wetterfrosch 1988
- Die kleine Bergkirche (Ave Maria) 1988

## Diskografie (Auswahl)
- 45 Jahre – Die Sängerin mit der fröhlichen Note .(2023)
- Alles im grünen Bereich (2012)
- Ein Lied aus Tirol
- Romantisch – Fröhlich – Fetzig
- Lieder zur Winter- & Weihnachtszeit
- Meine größten Erfolge
- Grüss’ Euch Gott, Liabe Leut
- 7000 Rinder

## Belege
1. ↑  Ewige beste Grand Prix
2. ↑   Jodelweltrekord von Uschi Bauer
3. ↑  Uschi Bauer – Die schnellste Jodlerin der Welt
4. ↑  Weltrekord im Jodeln (Schnelljodeln)
5. ↑   Uschi Bauer aus Kreis Passau jodelt bei "The Voice Senior" + Video
6. ↑   Uschi Bauer bei "The Voice Senior"
7. ↑  Uschi Bauer jodelt 24 Töne in der Sekunde. In: /www.rtl.de. 24. Oktober 2021, abgerufen am 7. November 2021.

| Personendaten    | Personendaten                               |
| ---------------- | ------------------------------------------- |
| NAME             | Bauer, Uschi                                |
| ALTERNATIVNAMEN  | Remmelt, Renate                             |
| KURZBESCHREIBUNG | deutsche Sängerin volkstümlicher Musik      |
| GEBURTSDATUM     | 1. Oktober 1950                             |
| GEBURTSORT       | München, Bayern, Bundesrepublik Deutschland |